# Guerra serbo-búlgara

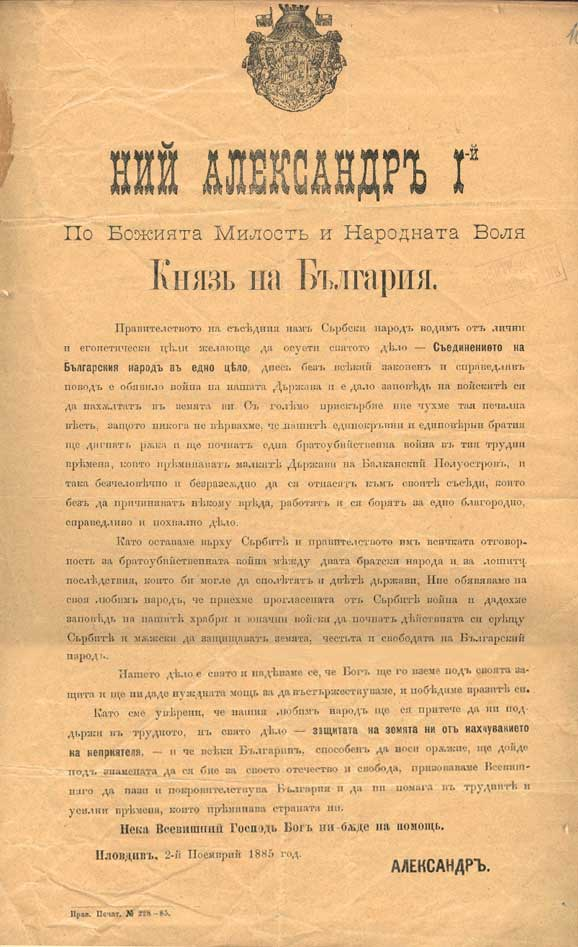
Proclama del kniaz Alejandro I en la que se declara la guerra a Serbia

La guerra serbo-búlgara (en búlgaro: Сръбско-българска война, translit. Srabsko-balgarska voyna; en serbio: Српско-бугарски рат/ Srpsko-bugarski rat) fue una guerra entre Serbia y Bulgaria que se inició el 14 de noviembre de 1885 y duró hasta el 28 de noviembre del mismo año. 
A pesar de que el Principado autónomo de Bulgaria era un estado vasallo del Imperio Otomano, los turcos no intervinieron en la guerra. El Reino de Serbia tomó la iniciativa de iniciar la guerra, pero fue derrotada de manera decisiva. Austria-Hungría exigió a Bulgaria que detuviera su invasión y el resultado fue una tregua. La paz final fue firmada el 19 de febrero de 1886 en Bucarest. Como resultado de la guerra, las potencias europeas reconocieron en el acto la unificación de Bulgaria, que ocurrió el 6 de septiembre de 1885.

## Antecedentes

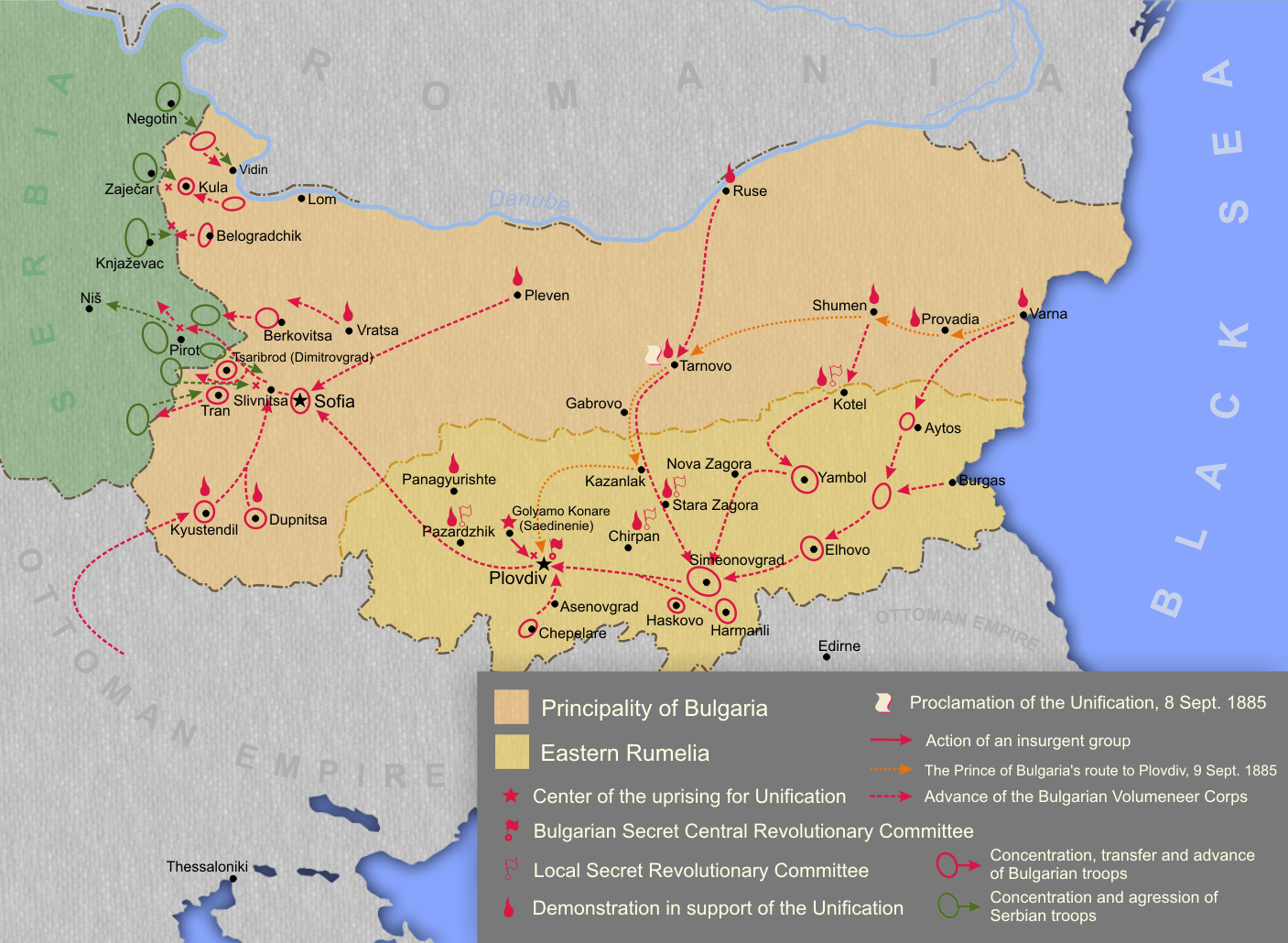
Unificación búlgara y guerra serbo-búlgara

El 6 de septiembre de 1885, el Principado de Bulgaria y la provincia semiautónoma otomana de Rumelia Oriental declararon su unificación para formar Bulgaria en la ciudad de Plovdiv, pese a que esto conculcaba lo dispuesto por las grandes potencias en el Tratado de Berlín de 1878. Rumelia Oriental, cuya población era predominantemente de cultura búlgara, había sido creada artificialmente en el Congreso de Berlín siete años antes; este había impedido la formación de una «gran Bulgaria» en la península.
La unificación se llevó a cabo contra la voluntad de las grandes potencias, incluyendo Rusia, que hasta entonces había dominado la política búlgara. El Imperio austrohúngaro, que había extendido su influencia en los Balcanes, se opuso especialmente. El vecino oriental de Bulgaria, Serbia, también se opuso temiendo que este acto disminuyera su posición en los Balcanes. Además, al rey serbio Milan I le molestó que dirigentes opositores serbios como Nikola Pašić, que había escapado después de la Rebelión de Timok, hubiesen encontrado asilo en Bulgaria. Las potencias, pese a su rechazo a la unión, no hicieron nada para impedirla.

## Preparativos bélicos serbios
Milan se encontraba en Austria cuando sucedió la inopinada unión, y volvió precipitadamente a Serbia el 20 de septiembre. Al día siguiente, celebró un consejo con los ministros en los que expuso la amenaza que para él suponía la unión de los dos territorios y la necesidad de que las potencias lo desbaratasen; en caso contrario, afirmó que el país debía declarar la guerra a Bulgaria. Los ministros compartieron el parecer del rey. En consecuencia, se ordenó la movilización militar y se convocaron las Cortes para aprobar los fondos para sufragar la eventual contienda con el principado vecino. El 2 de octubre, la asamblea, sin tener claro contra quién se combatiría, aprobó, sin embargo, las medidas propuestas por el Gobierno. Al mismo tiempo, éste trató de recabar el concurso de Grecia en la crisis.
Deseosa de impedir el estallido de un conflicto entre dos naciones por entonces hostiles a Rusia, Austria-Hungría prometió a Milan mediar con los búlgaros para que, a cambio de reconocer la unión con Rumelia, Bulgaria le cediese tierras en torno a Vidin. Para presionar a los búlgaros, el ministro de Asuntos Exteriores animó a los serbios a proseguir sus preparativos bélicos y les facilitó la obtención de un préstamo de un banco vienés.

## Pasividad de las grandes potencias
Los representantes de las grandes potencias, reunidos en Constantinopla, decidieron no frustrar la unión búlgara. Rusia, hostil a Alejandro I de Bulgaria, fue la única que se opuso firmemente, pero no obtuvo apoyos. El Reino Unido era favorable a respetarla, modificándola levemente para que no infringiese la letra del Tratado de Berlín. Por su parte, Austria-Hungría trató en vano de obtener alguna compensación territorial para Serbia, pero tanto Rusia como Alemania lo rechazaron. Los austrohúngaros estaban en una posición débil, pues ya habían aceptado secretamente no oponerse a la unión búlgara a cambio de la aquiescencia rusa a apoderarse de Bosnia y Herzegovina. Alemania, que no deseaba enemistarse con Rusia, recordó a Austria-Hungría su compromiso. Por entonces, estas tres potencias estaban coligadas secretamente en la denominada «Liga de los Tres Emperadores».

## Comienzo de la guerra

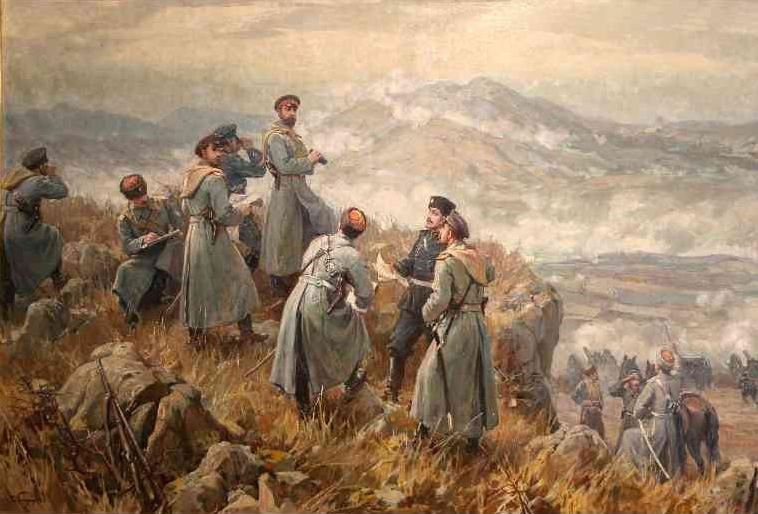
Alejandro I de Bulgaria durante la Batalla de Slivnitsa.

La actitud pasiva de las potencias hizo que Serbia se decidiese a atacar a Bulgaria. Para no enemistarse con el Imperio otomano, decidió finalmente no coligarse con Grecia. Trató además de obtener la colaboración de Rumanía, infructuosamente.
Atraído por las promesas de Austria-Hungría de obtener ganancias territoriales de Bulgaria (a cambio de concesiones en los Balcanes occidentales), Milan I declaró la guerra a Bulgaria el 13 de noviembre de 1885. La estrategia militar se basó en gran medida en la sorpresa, ya que Bulgaria había enviado gran parte de sus tropas cerca de la frontera del Imperio otomano, en el suroeste, para impedir cualquier reacción a la unión proclamada. En realidad, Serbia no se hallaba preparada económica, militar ni diplomáticamente para la contienda. Milan no empleó la milicia, únicamente el Ejército regular, y conservó algunas unidades en el interior del país, por si era menester aplastar cualquier revuelta. Además, había destituido a gran parte de los jefes militares veteranos que habían combatido en la guerra serbo-otomana de la década anterior.
El pretexto fue una pequeña disputa fronteriza, conocida como la «Disputa del Bregovo». El río Timok, que formaba parte de la frontera entre los dos países, había cambiado ligeramente a lo largo de los años. Como resultado, una casa de vigilancia fronteriza serbia se encontraba cerca del pueblo de Bregovo ubicado en la orilla búlgara del río. Después de varias solicitudes denegadas por Bulgaria para evacuar la casa de vigilancia, Bulgaria expulsó a las tropas serbias por la fuerza. Aprovechando el incidente, las tropas serbias invadieron Bulgaria el 14 de noviembre. Los búlgaros movilizaron ciento ocho mil soldados.
Finalmente los otomanos no intervinieron y el Ejército serbio fue detenido en la batalla de Slivnitsa, disputada entre el 17 y el 19 de noviembre en la que resultó vencido por los búlgaros, pese a que estos carecían de oficiales de alto rango tras la retirada de los rusos. El cuerpo principal del Ejército búlgaro viajó desde la frontera otomana, en el suroeste, hasta la frontera serbia en el noreste, para defender Sofía, amenazada por el avance serbio. Después de las batallas defensivas de Slivnitsa y Vidin (la defensa de esta última fue organizada por Atanas Uzunov), Bulgaria emprendió una contraofensiva que tomó la ciudad de Pirot. Llegado este punto, el Imperio austrohúngaro intervino y amenazó con unirse a Serbia si las tropas búlgaras no cesaban su marcha hacia Niš y se retiraban. El 19 de diciembre se firmó el armisticio.

## Paz impuesta por las potencias
Las negociaciones de paz comenzaron a principios de febrero de 1886, pero se alargaron por la pretensión búlgara de obtener un indemnización de Serbia, que esta rechazó entregar. Tras la paz, firmada en Bucarest el 3 de marzo de 1886, no hubo cambios territoriales, pero la unificación búlgara fue reconocida por las grandes potencias. Las disposiciones del tratado se debieron principalmente a tres grandes potencias: Austria-Hungría, Rusia y Alemania. Sin embargo, las relaciones de confianza y amistad entre Serbia y Bulgaria, construidas en común durante su lucha contra el poder otomano, sufrieron un daño irreparable. La guerra fue un paso importante en el fortalecimiento de la posición internacional de Bulgaria. En gran medida, la victoria permitía conservar la unificación de Bulgaria y esta quedó reconocida por las grandes potencias.

## Campañas militares

### 16-19 noviembre

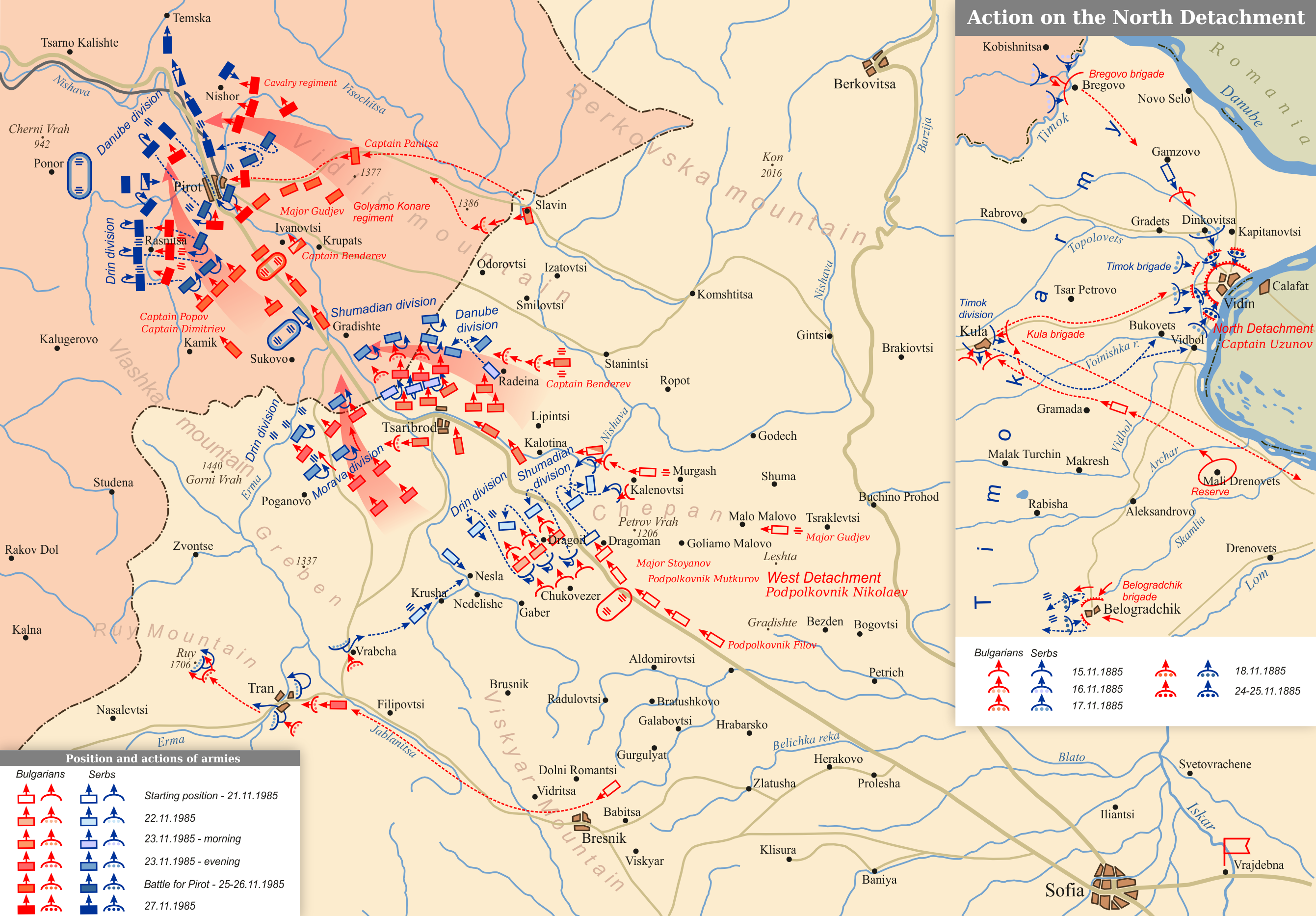
Contraofensiva del ejército búlgaro (22-27.XI.1885)

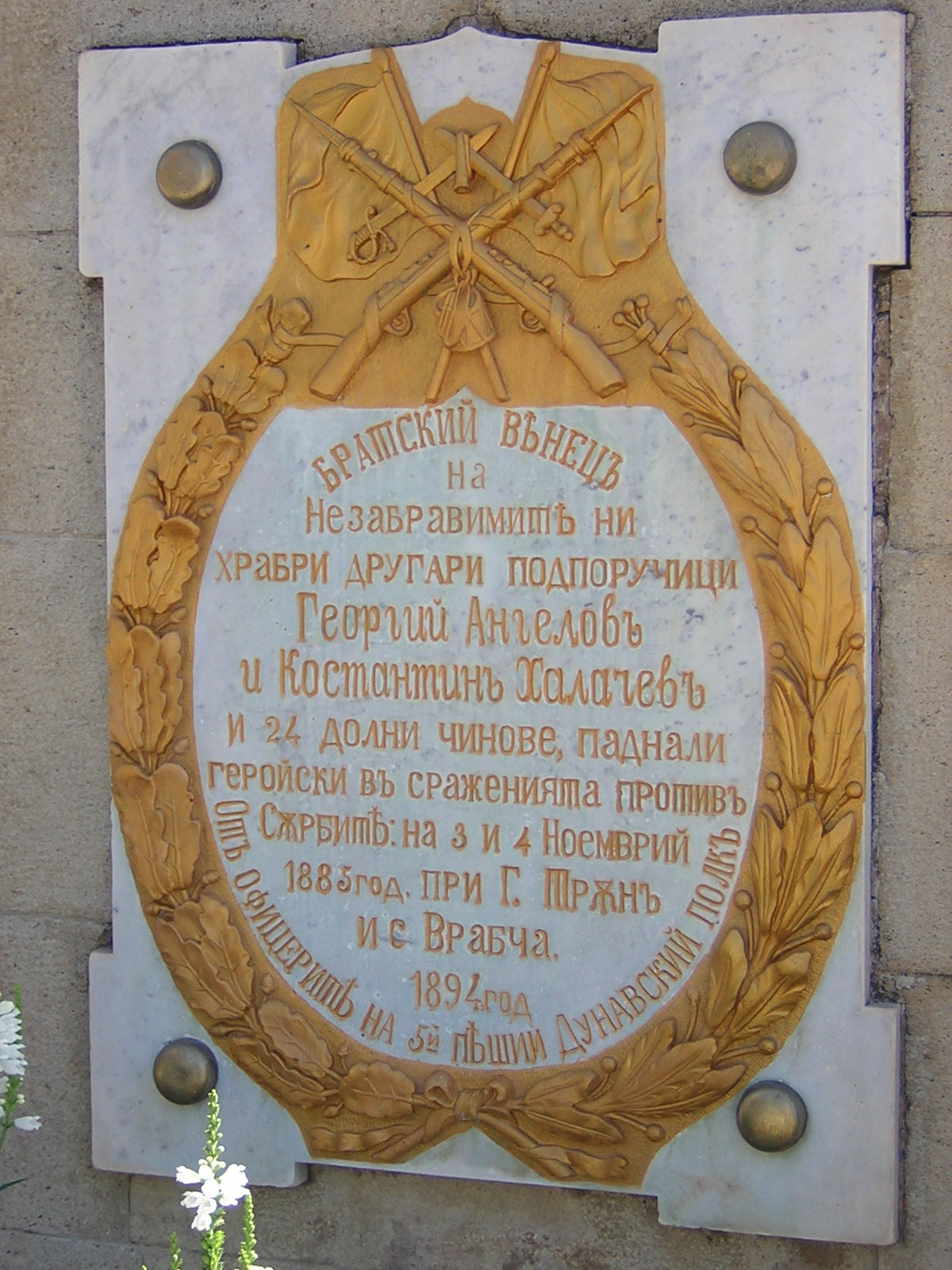
Monumento en memoria de los oficiales y soldados caídos en escaramuzas fronterizas cerca de Tran y Vrabcha, entre el 3 y el 4 de noviembre (Plaza central de Tran).

El príncipe Alejandro I llegó en la noche del 16 de noviembre y encontró una posición bien preparada para la defensa formada por nueve batallones, más de dos mil voluntarios y treinta y dos cañones, comandada por el mayor Guchev. La posición consistía en cerca de cuatro kilómetros de trincheras con reductos de artillería a ambos lados de la carretera principal en la colina frente a Slivnitsa. A la derecha estaba un terreno montañoso escarpado mientras que el ala izquierda era de más fácil acceso a través de las colinas Visker que se alzaban en dirección a Breznik. 
Las tres divisiones centrales serbias llegaron también el día 16 de noviembre y se detuvieron para recuperarse después de haber sufrido un ataque búlgaro para retrasarlas en el paso de Dragoman. La división morava se situó a cierta distancia de su objetivo, Breznik, que se encontraba más al sur. El avance del norte se hallaba empantanado a lo largo del río Danubio.
La mañana del 17 de noviembre llegó con lluvia y niebla, pero no con el esperado ataque serbio. A las 10 de la mañana, Alejandro ordenó que tres batallones avanzaran por la derecha. Sorprendieron a la división del Danubio, que finalmente se recuperó y los hizo retroceder. El principal ataque serbio comenzó en el centro en gran parte sin el apoyo de la artillería que tenía un alcance insuficiente. El peso del fuego búlgaro los obligó a retroceder con unas 1.200 bajas. Una columna de socorro dirigida por el capitán Benderev recuperó las alturas de la derecha y obligó a la división del Danubio a volver a la carretera.
Al amanecer del 18 de noviembre, los serbios atacaron el flanco izquierdo más débil de la línea búlgara. Justo a tiempo llegaron dos batallones del Regimiento Preslav para apuntalar la posición. Otros ataques en el centro fueron repelidos con numerosas bajas serbias y Benderev capturó dos posiciones más en las montañas.
El 19 de noviembre, los serbios concentraron dos divisiones para atacar la izquierda búlgara cerca de Karnul (hoy Delyan, provincia de Sofía ) en un intento de unirse a la división Morava. Sin embargo, tres batallones de tropas búlgaras dirigidas por el capitán Popov de Sofía habían mantenido a la división Morava en Visker Hills y el movimiento de flanqueo fracasó. Alejandro ordenó ahora un contraataque que hizo retroceder a los serbios por ambos flancos, aunque la caída de la noche impidió un colapso total.

### 19-28 de noviembre

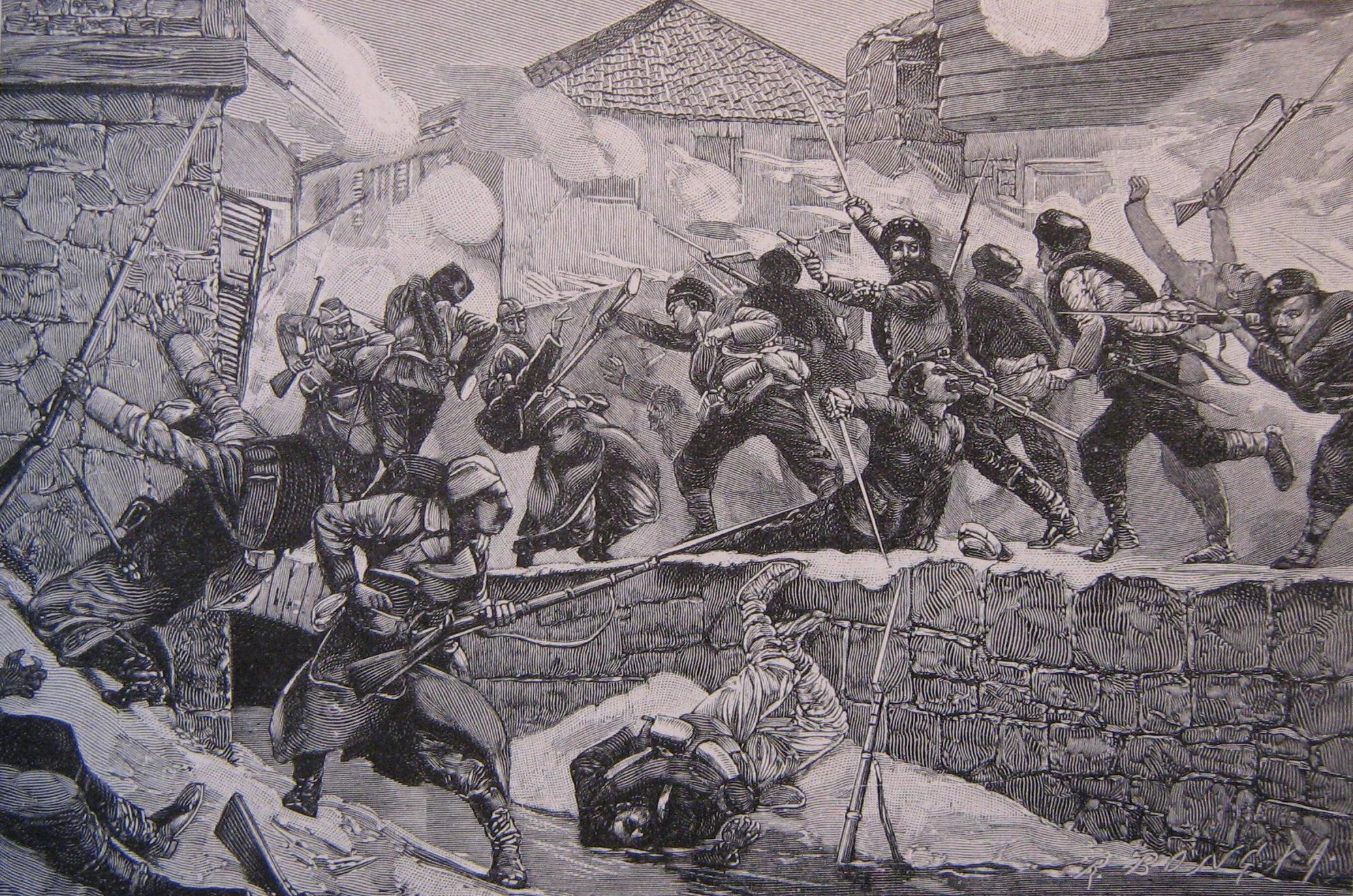
Batalla de Pirot.

Slivnitsa fue la batalla decisiva de la guerra. Los serbios lucharon solo en acciones limitadas de retaguardia mientras se retiraban y el 24 de noviembre estaban de regreso en Serbia. La División Timok en el norte continuó el asedio de Vidin hasta el 29 de noviembre.
El principal ejército búlgaro cruzó la frontera en dos fuertes divisiones (Guchev y Nikolaev), apoyados por columnas flanqueantes, y convergieron en Pirot. El ejército serbio se atrincheró en las alturas al oeste de la ciudad. El 27 de noviembre, el ejército búlgaro flanqueó la derecha de la posición serbia con Knyaz Alexander dirigiendo personalmente el ataque final. Los serbios abandonaron Pirot, se retiraron hacia Niš y convocaron una movilización general de sus reservistas militares, pero no llegaron al frente antes del alto el fuego.

## El fin de la guerra y el tratado de paz
La derrota serbia hizo reaccionar a Imperio austrohúngaro. El 28 de noviembre, el embajador austrohúngaro en Belgrado, el conde Khevenhüller-Metsch, visitó el cuartel general del Ejército búlgaro y exigió el fin de las operaciones militares, amenazando que de lo contrario movilizaría a sus tropas contra Bulgaria. El alto el fuego se firmó el 7 de diciembre, pero no impidió que los serbios intentaran infructuosamente reconquistar Vidin con la idea de utilizarlo en negociaciones posteriores, incluso después del requerimiento de alto el fuego de su aliado diplomático. 
La guerra fue un paso importante en el fortalecimiento de la posición internacional de Bulgaria. En gran medida, la victoria preservó la unificación búlgara. Para Serbia, la derrota dejó honda huella en el Ejército serbio, considerado previamente invicto por los serbios; aunque se iniciaron ambiciosas reformas militares, el malestar latente en el Ejército contribuyó al final de la Casa de Obrenović.